# Valle de Concepción
Valle de Concepción (lokaler Kurzname: el Valle) ist eine Ortschaft im Departamento Tarija im südamerikanischen Anden-Staat Bolivien und ein bedeutendes Folklore-Zentrum der Region.

## Lage im Nahraum
Valle de Concepción (früher auch: Uriondo) ist der zentrale Ort des Municipio Uriondo und die Verwaltungshauptstadt der Provinz José María Avilés. Die Ortschaft liegt auf einer Höhe von 1710 m am Zusammenfluss von Río Rochero und Río Camacho.

## Geographie und Klima
Valle de Concepción liegt im südlichen Bolivien an den Ostabhängen der östlichen Anden-Gebirgskette am Übergang zum Bergland östlich der bolivianischen Anden und dem Tiefland des Gran Chacos.
Die mittlere Durchschnittstemperatur der Region liegt bei 19 °C (siehe Klimadiagramm Tarija), die monatlichen Durchschnittstemperaturen schwanken zwischen 14 °C im Juni und Juli und 22 °C im Dezember bis März. Der Jahresniederschlag beträgt etwa 550 mm, bei einer ausgeprägten Trockenzeit von April bis Oktober mit Monatsniederschlägen zwischen 0 und 30 mm und einer Feuchtezeit von Dezember bis Februar mit Monatsniederschlägen von etwa 120 mm.

## Weinbau
Valle de Concepción ist ein Hauptort an der Weinstraße des Departamentos Tarija. Ausgedehnte Rebenpflanzungen sind außerhalb des Ortskerns überall entlang der Straßen zu sehen. Sowohl Weinkellereien und Singani-Produzenten haben dort ihren Sitz. Jährlich findet hier auch im Herbst ein großes Wein-Festival (Vendimia Chapaca bzw. Fiesta de la Uva) statt, bei dem bekannte Gruppen aus Bolivien und Argentinien auftreten, darunter regelmäßig Los Kjarkas. Die Weinlokale des Ortes sind ganzjährig ein beliebter Anlaufpunkt für die Bewohner der Hauptstadt Tarija und Besucher aus Nord-Argentinien und dem Landesinneren.

## Bevölkerung
Die Einwohnerzahl der Ortschaft ist in den vergangenen beiden Jahrzehnten auf nahezu das Doppelte angestiegen:
| Jahr | Einwohner | Quelle       |
| ---- | --------- | ------------ |
| 1992 | 911       | Volkszählung |
| 2001 | 1236      | Volkszählung |
| 2012 | 1722      | Volkszählung |
| 2024 |           | Volkszählung |

## Verkehrsnetz
Valle de Concepción liegt in südlicher Richtung in einer Entfernung von 25 Straßenkilometern von Tarija, der Hauptstadt des Departamentos.
Von der Hauptstadt Tarija aus führt die asphaltierte Nationalstraße Ruta 1 nach Südosten über La Pintada in Richtung auf die Städte Padcaya und Bermejo. Nach siebzehn Kilometern zweigt beim „Cruce Concepcion“ von der Hauptstraße eine asphaltierte Landstraße nach Westen ab, überquert nach fünf Kilometern das Tal des Río Nuevo Guadalquivir und erreicht nach weiteren drei Kilometern die Ortschaft Valle de Concepción. Von hier aus führt die Straße weiter den Río Camacho aufwärts zu den Ortschaften Chocloca, Juntas, Chaguaya, Cañas und Camacho.